# Килейкасы
Килейкасы́ (чув. Кӗлейкасси Туҫа) — деревня в Цивильском районе Чувашской Республики. Входит в состав Конарского сельского поселения.

## Этимология
По словам старожилов, деревня раньше называлась Сирма Боси, которую в 1863 году разделили на две части: Верхуткино и Килейкино, где Верхут — чувашское имя, а Килейкино произошло также от имени крестьян Килей и Илют.

## География
Находится в северной части Чувашии на расстоянии приблизительно 16 км на восток-юго-восток по прямой от районного центра города Цивильск.

## История
Известна с 1862 года, когда в ней (тогда околоток села Тойси) было 426 жителей. В 1897 году было учтено 528 жителей, в 1926—123 двора, 595 жителей, 1939—532 жителя, 1979—323. В 2002 году было 70 дворов, 2010 — 71 домохозяйство. В период коллективизации был образован колхоз «Будённый», в 2010 году работал ООО «Средний Аниш».

## Население
Постоянное население составляло 182 человека (чуваши 99 %) в 2002 году, 194 в 2010.